# Ordre colossal

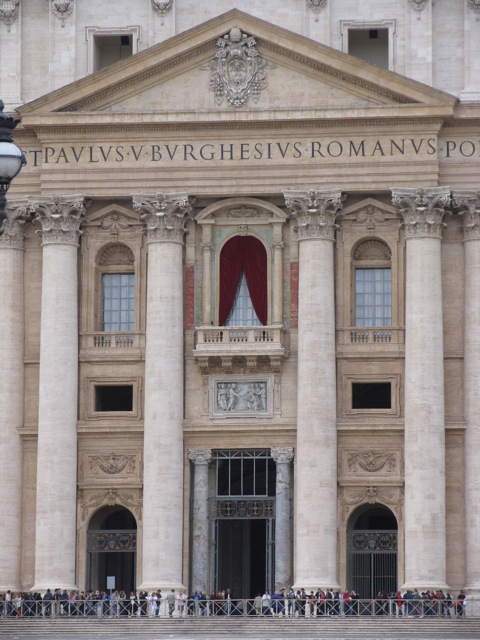
Ordre colossal pour la façade de la Basilique Saint-Pierre à Rome.

L'ordre colossal est un ordre architectural régnant sur plusieurs niveaux. Cette disposition est apparue timidement au cours du XVe siècle et s'est généralisée au milieu du XVIe siècle. Le premier exemple d'ordre colossal a été pensé par Filippo Brunelleschi vers 1440 pour la façade du parti de Guelfes à Florence, restée inachevée. En France, c'est le célèbre architecte de la Renaissance Jean Bullant qui contribuera beaucoup au développement de cette forme.

## Description

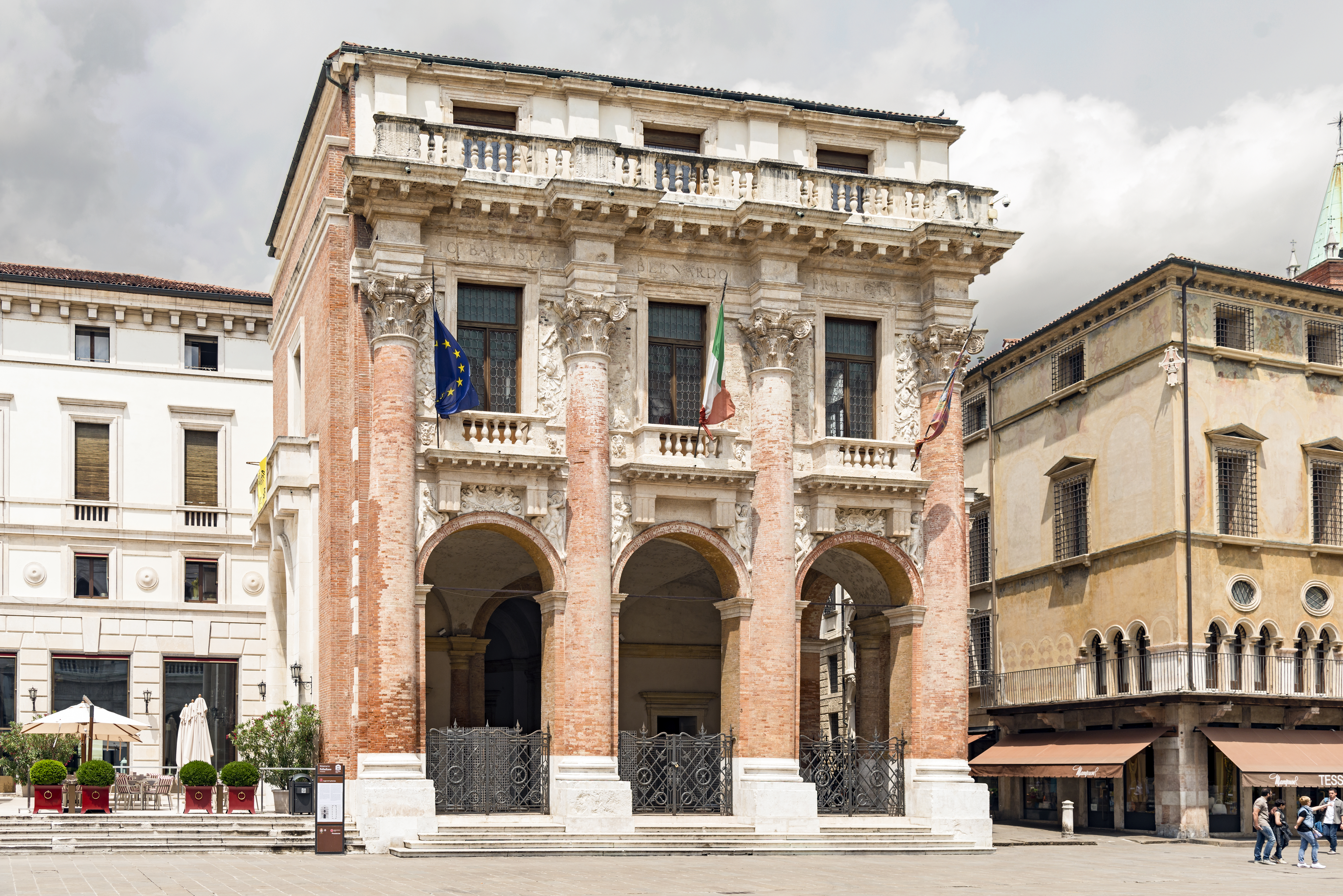
Loggia del Capitanio, Vicence, Andrea Palladio.

En architecture, un ordre colossal est un ordre dans lequel les colonnes ou pilastres s’étendent sur deux étages ou plus.

## Histoire
Un premier exemple de ce style apparait dès 1472 avec la basilique Saint-André de Mantoue dessinée par Alberti. L’ordre colossal se popularise ensuite à la fin du XVIe siècle dans l’architecture maniériste et baroque puis au début du suivant à la suite des travaux de Palladio.

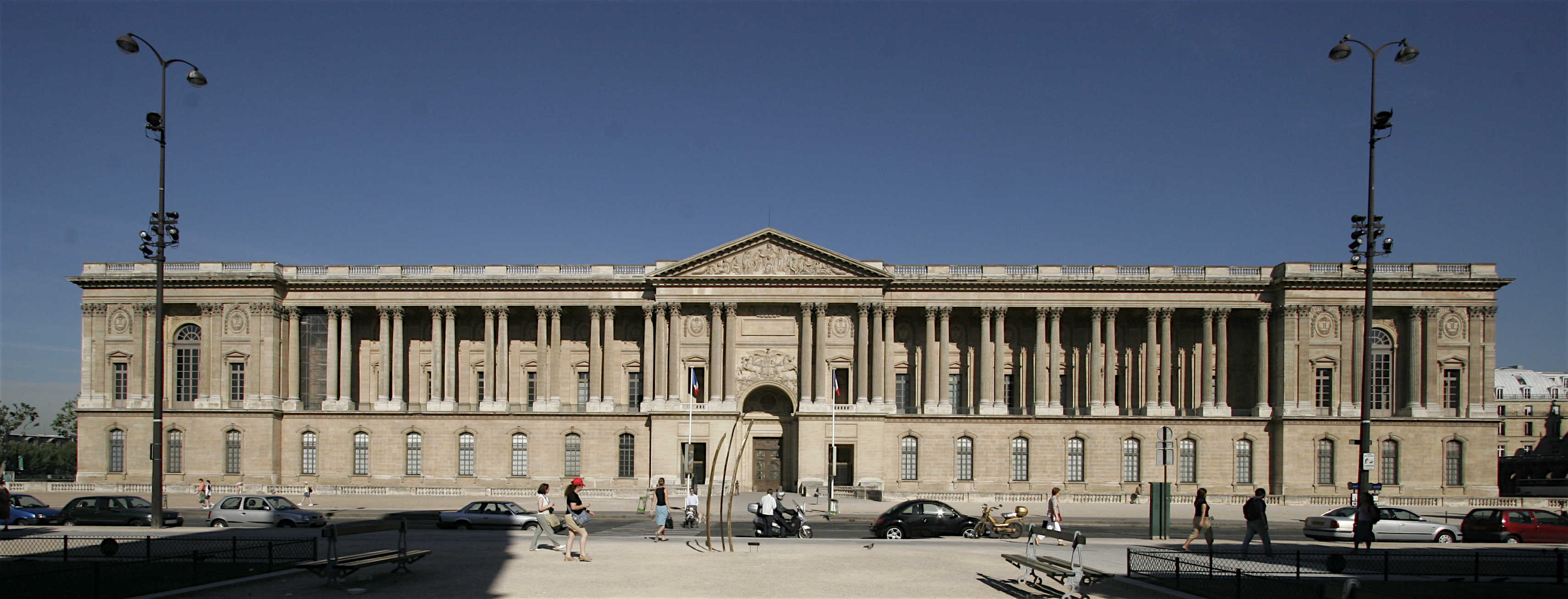
Louvre, la façade orientale.

Toutefois, c’est en France avec l’apparition du Grand style, style officiel des constructions royales de Louis XIV, qu’il reçoit sa consécration. La façade orientale du Louvre, caractérisée également par d'autres éléments stylistiques tels que ses trois étages, ses trois corps saillants inspirés de Pierre Lescot (1515-1578) et son toit plat, en devient un exemple illustre repris par la suite dans la construction de nombreux autres  palais.

## Quelques exemples

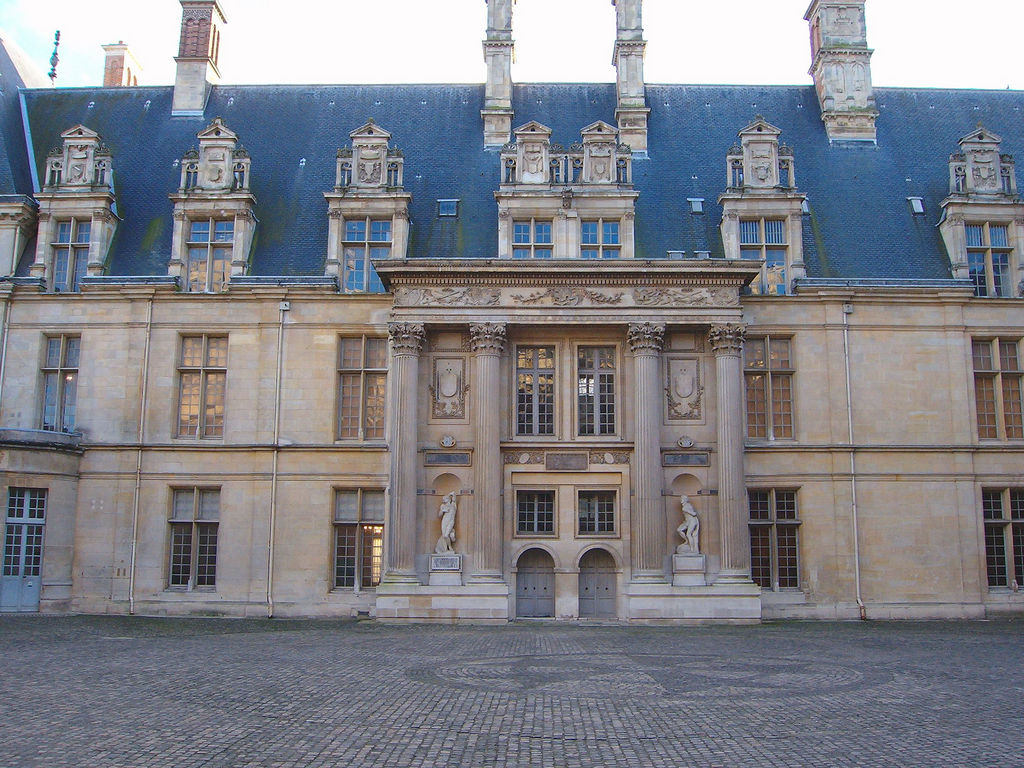
Château d'Écouen, la façade de l'aile sud, sur la cour intérieure.

- La place du Capitole de Rome par Michel-Ange.
- Les absides de la Basilique Saint-Pierre de Michel-Ange.
- Le Palais Farnèse de Caprarola de Vignole (vers 1560).
- Le palais Valmarana de Andrea Palladio à Vicence (1556).
- L'aile sud du Château d'Écouen de Jean Bullant (vers 1540).